# Campionati europei di slittino 1967
I Campionati europei di slittino 1967 sono stati la 16ª edizione della competizione.
Si sono svolti a Schönau am Königssee, in Germania dell'Ovest.

## Medagliere
| Pos.   | Nazione        | Oro | Argento | Bronzo | Totale |
| ------ | -------------- | --- | ------- | ------ | ------ |
| 1      | Germania Ovest | 2   | 2       | 0      | 4      |
| 2      | Austria        | 1   | 1       | 0      | 2      |
| 3      | Polonia        | 0   | 0       | 3      | 3      |
| Totale | Totale         | 3   | 3       | 3      | 9      |

## Podi
| Evento            | Oro                            | Argento                     | Bronzo                         |
| Singolo Maschile  | Leonhard Nagenrauft            | Fritz Nachmann              | Jozef Matlak                   |
| Singolo Femminile | Christina Schmuck              | Angelika Dünhaupt           | Helene Macher                  |
| Doppio            | Josef Feistmantl Wilhelm Bichl | Helmut Thaler Reinhold Senn | Ryszard Gawlor Zbigniew Gawlor |